# Hydroporus pseudoniger
Hydroporus pseudoniger là một loài bọ cánh cứng trong họ Bọ nước. Loài này được Nilsson & Fery miêu tả khoa học năm 2006.